# Ritual de exorcismos
El Ritual de exorcismos (Latín: De exorcismis et supplicationibus quibusdam) es un libro del Ritual Romano de la Iglesia católica que contiene los ritos que utilizan sus ministros para realizar exorcismos, esto es, liberar a las personas poseídas por el demonio. Antiguamente se encontraba dentro del Ritual como capítulo XII. Tras haber sido revisado en el espíritu del Concilio Vaticano II y promulgado por el papa Juan Pablo II, en 1999 el Card. Jorge Medina Estévez presentó la nueva edición.